# Monument 100 jaar Hindoestaanse immigratie (Groningen)

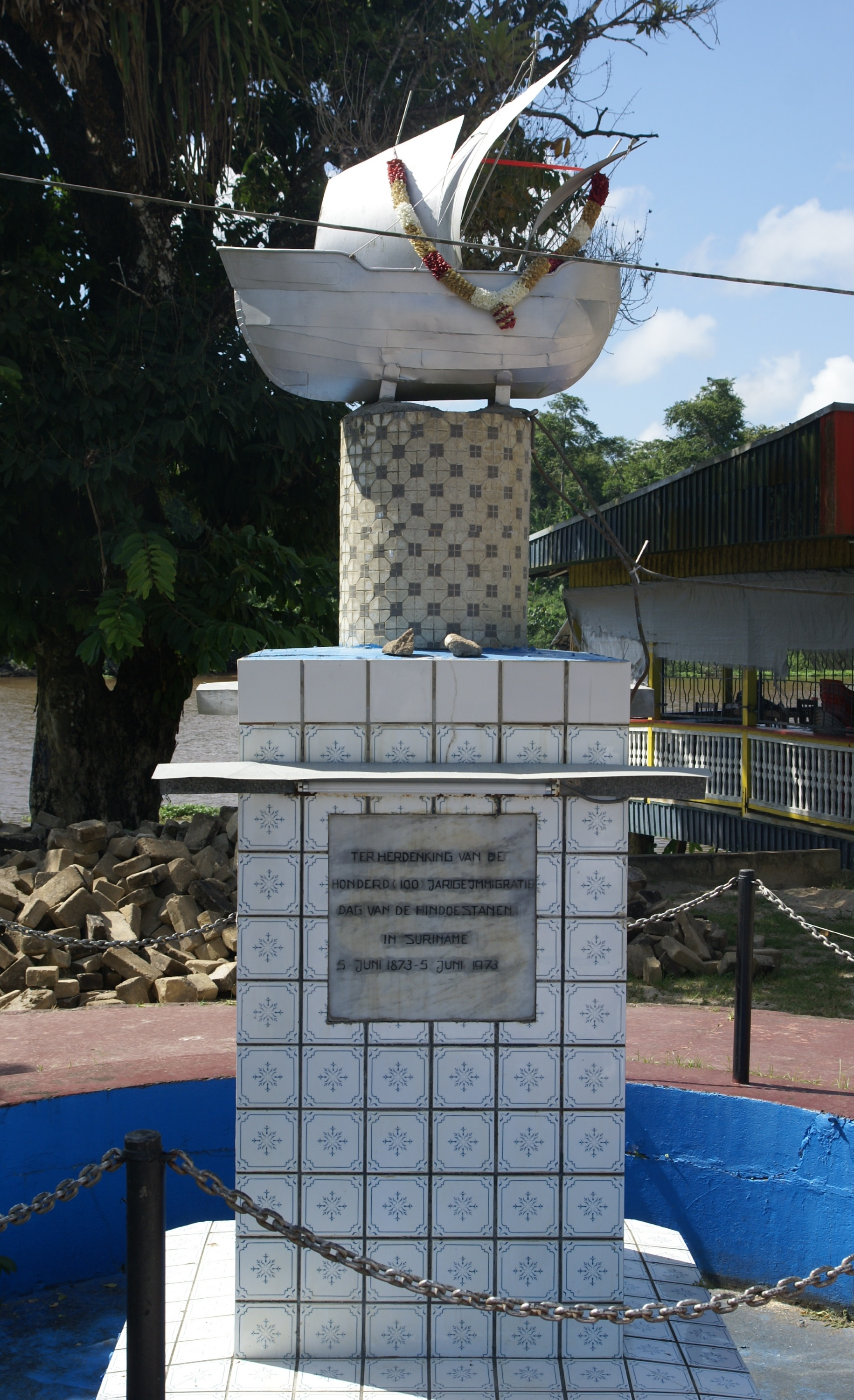
100 jaar Hindoestaanse immigratie in Suriname.

Het monument ter ere van 100 jaar Hindoestaanse immigratie, ook wel Lalla Rookh genoemd, staat op het Monumentenplein op het Monumentenplein in Groningen, Suriname.
De eerste Hindoestaanse immigranten kwamen op 5 juni 1873 aan wal in Suriname. Deze Brits-Indische immigranten kwamen met het schip Lalla Rookh. De laatsten arriveerden met het stoomschip Dewa in 1916.
Het eerste gedenkteken werd in 1908 door de immigranten opgericht in Paramaribo: een buste van de agent-generaal voor de immigratie George Henry Barnet-Lyon.
In 1973 werd het monument met een voorstelling van het schip Lalla Rookh geplaatst in Groningen.
Het schip is geplaatst op een betegelde vierkante kolom met daarop een plaquette met de tekst:
Ter herdenking van de
honderd (100) jarige immigratie
dag van de Hindoestanen
in Suriname
5 juni 1873 - 5 juni 1973
De vierkante sokkel staat in een ronde waterbak. 
In januari 2018 werd begonnen met de renovatie van het monument, waarbij de waterbak zal worden dichtgemaakt en betegeld en het scheepje door een groter schip zal worden vervangen. De reden hiervoor is dat de fontein een broedplaats voor muggen is, die besmettelijke ziektes overbrengen.